# Bal paré
Bal paré ist ein deutscher Spielfilm aus dem Jahre 1940 von Karl Ritter mit Ilse Werner in der Hauptrolle.

## Handlung
München zur Jahrhundertwende. Die Tanzschülerin Maxi Brunnhuber ist zum ersten Mal zum berühmten Bal paré, dem Faschingsball in der Münchner Oper, eingeladen. Mit dabei sind auch andere Tanzelevinnen, die unter strenger Aufsicht von Elsa Schimek, der Ballettmeisterin des Hoftheaters, stehen. Maxi begegnet dem deutlich älteren Dr. Horst Heisterkamp, einem Großindustriellen aus Bochum, dem sie augenblicklich den Kopf verdreht. Heisterkamp und Maxi verbringen einen schönen Abend gemeinsam, und der verheiratete Mann und Vater eines bereits erwachsenen Sohnes namens Hansjürgen äußert den Wunsch, fortan Maxis Tanzambitionen fördern zu wollen. Er beschließt, gemeinsam mit Ballettmeisterin Schimek, der aus eher ärmlichen Verhältnissen stammenden Maxi ein Stipendium zu besorgen, damit ihre Ausbildung bis zur Meisterklasse gesichert ist. Darüber hinaus sorgt er auch für eine bessere Unterkunft, indem er Maxi in einer todschicken Villa nahe dem Englischen Garten unterbringt.
Am kommenden Sonnabend plant Dr. Heisterkamp Maxi zum Bal paré auszuführen, doch hindert ihn ein geschäftlicher Termin an seinem Vorhaben, und so muss Maxi mit der sittenstrengen Frau Schimek als Begleitung vorliebnehmen. Auf dem Ball lernt die Elevin den durchgeistigten, hageren Hansjürgen Heisterkamp kennen, von dem sie zunächst nicht ahnt, dass er Dr. Heisterkamps Sohn ist. Dieser filigrane junge Mann ist überhaupt nicht begeistert von dem, was sein Vater ihm abverlangt und plant daher, sein ungeliebtes Jurastudium abzubrechen. Stattdessen will er wie Maxi einen künstlerischen Beruf anstreben. Obwohl Frau Schimek vom alten Heisterkamp quasi als Anstandswauwau an Maxis Seite „abkommandiert“ wurde, kann sie nicht verhindern, dass sich zwischen den beiden jungen Leuten zarte Bande entwickeln. Beide entwischen dem Zerberus und gehen gemeinsam zur Villa, die Hansjürgens Vater Maxi zur Verfügung gestellt hat. Hansjürgen wird eifersüchtig, als er erfährt, dass Maxi offensichtlich einen wohlhabenden Gönner und Mäzen an ihrer Seite hat, der ihr Leben durchfinanziert. Und er nimmt an, dass Maxi dafür so manche – vor allem erotische – Gegenleistung zu entrichten hat.
Am folgenden Tag, nach Maxis Einstand in einer Aufführung von Peter Tschaikowskis Der Nussknacker, besucht Hansjürgen sie in der Villa. Plötzlich steht er seinem Vater gegenüber. Hansjürgen zählt eins und eins zusammen: Er hat nun Gewissheit, dass ausgerechnet sein alter Herr der reiche Gönner Maxis ist, und attackiert seinen Vater dafür heftig. Hansjürgen glaubt, dass seines Vaters Absichten alles andere als edel sind und mitnichten der Förderung der „hohen Kunst“ geschuldet seien. Wütend verlässt der Junior die Villa, in Treue fest gefolgt von seiner neuen Freundin Maxi. Diese ist aber am nächsten Tag spurlos verschwunden, und alle Beteiligten suchen sie verzweifelt. Über Hansjürgens künstlerischen Mentor, den Pianisten und Conférencier des Kabaretts „Simplicissimus“, Joachim Himmelreich, erfahren sie, dass sich Maxi zur Mutter nach Hause begeben haben könnte. Dort wird die zutiefst verunsicherte Ballettmaus aufgestöbert. Nun werden alle Missverständnisse ausgeräumt. Nachdem Hansjürgen, wohl nicht zuletzt aufgrund seines mangelnden künstlerischen Talents, seinen Traum von einer Karriere im Unterhaltungsgewerbe aufgeben und stattdessen Jura zu Ende studieren will, ist Vater Heisterkamp damit einverstanden, dass sich Maxi und Hansjürgen verloben.

## Produktionsnotizen
Bal paré wurde ab dem 21. Dezember 1939 in der Ufastadt Babelsberg (Atelieraufnahmen) und in München (Außenaufnahmen) gedreht. Die Uraufführung erfolgte am 22. Mai 1940 in Wien. Die Berliner Premiere fand am 11. Juli 1940 im Ufa-Palast am Zoo statt. Die Produktionskosten betrugen 1.098.000 RM. Bis zum Januar 1941 hatte Bal paré 1.937.000 RM eingespielt. Damit galt der Film als kommerzieller Erfolg.
Die Bauten entwarf Walter Röhrig, die Kostüme Manon Hahn. Theo Mackeben lieferte die Musik zu Frank Wedekinds Texten, die von dessen Tochter Pamela Wedekind intoniert wurden.
Bal paré war der 1000. Spielfilm der UFA seit ihrer Gründung 1917.
Folgende Musiktitel wurden gespielt:
- Münchner G’schichten (Theo Mackeben)
- Als ich in Hamburg war (Frank Wedekind, gesungen von Pamela Wedekind)
- Ilse (Frank Wedekind, gesungen von Pamela Wedekind)
- Wo bist Du, Hans? (gesungen von Walter Janssen)
- Der Nussknacker (Auszüge, von Peter Tschaikowski)

## Rezeption
Paimann’s Filmlisten resümierte: „Gesellschaft und Kleinbürgerlichkeit, Hoftheaterballett und Bohème des München der Jahrhundertwende sind der Schauplatz einer Liebesgeschichte. Diese ist gefühlsbetont, aber ohne große Emotionen und, wo sie tragisch werden könnte, rasch ins Heitere, oft gar zur Groteske umgebogen. Anheimelnd wirkt dabei vor allem die durch zeit- und milieuechte Aufmachung und Musik (Mackeben) unterstützte liebevolle Schilderung von Details und Figuren. Die Komiker ließ die Regie hie und da fast zu laut werden, während das Liebespaar  in seiner Versonnenheit vorzüglich in den Rahmen paßt. Die Photographie ist einfallsreich.“

„Sentimentale, alberne Geschichte vom großen Glück. Allenfalls wegen der UFA-Stars und der Musik von Mackeben interessant.“

„Der unterhaltende, musikalische Film, eine Jungmädchengeschichte Bal paré bedeutete im Schaffen Karl Ritters eine Abschweifung. Der Regisseur begab sich jedoch hier auf ein Feld, wo er nicht viel zu sagen hatte. Das Drehbuch (vom Regisseur und Felix Lützkendorf), die Musik (Theo Mackeben) mit dem Schlager Münchner G’schichten retten z. T. das Werk. Historische Reminiszenzen brachten vor allem die zeitechten Szenen im ‚Simplizissimus‘: Pamela Wedekind sang Lieder ihres Vaters Frank Wedekind.“
Als der Film 28 Jahre nach seiner Uraufführung wieder im Kino zu sehen war, gelangte der Evangelische Film-Beobachter zu folgender Einschätzung: „Der Film bleibt stärker präsent durch die Orgie an Walzer- und anderer Musik von Theo Mackeben als durch die teils sentimentale, teils auch ein bißchen alberne Geschichte vom kleinen Mädchen und großen Glück. Zu empfehlen allen jenen älteren Filmfreunden, die gern einmal ihre Erinnerungen an alte UFA-Herrlichkeit auffrischen wollen.“